# Karen Ulane
Karen Frances Ulane (Chicago, Illinois, 10 de desembre de 1941 -22 de maig de 1989) era un aviador estatunidenc que va ser rebutjat per Eastern Airlines després d'experimentar una cirurgia de reassignament de sexe el 1980. El cas Ulane v. Eastern Airlines va esdevenir el precedent legal per canviar l'estatus sexual dels transsexuals a l'Acta de Drets Civils de 1964 als Estats Units d'Amèrica.
Ulane es va graduar a St. Ignatius College Prep. Posteriorment es va unir a l'Exèrcit dels Estats Units i va volar en missions de combat durant la Guerra del Vietnam, de 1964 a 1968, llavors esdevenia un pilot per a Eastern Airlines. Encara que va guanyar el cas contra la companyia, va ser acomiadat després d'una apel·lació.
Ulane va morir en el xoc d'un avió DC-3 que pilotava, al comtat de DeKalb, Illinois.